# Litohoř
Litohoř är en ort i Tjeckien.   Den ligger i regionen Vysočina, i den sydöstra delen av landet, 150 km sydost om huvudstaden Prag. Litohoř ligger 464 meter över havet och antalet invånare är 488.
Terrängen runt Litohoř är lite kuperad.Runt Litohoř är det ganska tätbefolkat, med 83 invånare per kvadratkilometer. Närmaste större samhälle är Třebíč, 18,4 km nordost om Litohoř. Trakten runt Litohoř består till största delen av jordbruksmark.